# 特霍列夫卡农村居民点
特霍列夫卡农村居民点（俄语：Тхоревское сельское поселение）是俄罗斯联邦沃罗涅日州卡缅卡区所属的一个农村居民点。其下辖有7个居民点，行政中心为特霍列夫卡。据2016年统计，该农村居民点的人口为1369人。